# Західна Нуса-Тенґара
Західна Нуса-Тенґара (Західні Малі Зондські острови, Західна Південно-Східна Нуса; індонез. Nusa Tenggara Barat) — провінція в складі Індонезії. Розташована на західних островах з групи Малих Зондських островів: Ломбок, Сумбава та сусідніх менших. На заході межує з провінцією Балі, на сході — з провінцією Східна Нуса-Тенґара.
Адміністративний центр — місто Матарам, розташоване на острові Ломбок.

## Географія
Провінція омивається морем Балі на північному заході, морем Флорес на північному сході, Індійським океаном на півдні, протокою Ломбок (індонез. Selat Lombok) на заході та протокою Сапе (індонез. Selat Sape) на сході.
Острів Ломбок перетинають два паралельних гірських хребта, північний — це вулканічний ланцюг з найвищою вершиною гора Ринджані (3726 м). Острів Сумбава також гористий, є чинні вулкани, серед яких і найвища точка — гора Тамбора (2850 м), розташована на півночі східної частини острова. Сумбава майже навпіл розділена затокою Салег (індонез. Teluk Saleh). На островах переважає гірський рельєф, лише на узбережжі розташовані вузькі рівнини, що перериваються скелястими берегами. На гірських схилах ростуть переважно чагарники. На крайньому півдні Ломбока знаходиться велика безводна й безплідна карстова територія. В сезон мусонів, що триває приблизно з жовтня по березень, з гір стікають тимчасові потоки.

## Історія
В VII ст. острови Ломбок та Сумбава перебували під владою буддійських правителів Яви, а в XIV ст. потрапили під контроль індуїстської яванської імперії Маджапагіт. Поширення на Яві ісламу в XVI ст. викликало розпад Маджапагіту. На Малих Зондських островах продовжували існувати індуїстські держави, які перебували під впливом правителів Балі, але на початку XVII ст. тут виникають мусульманські султанати, іслам поступово витісняє індуїзм.
У другій половині XVII ст. в регіоні з'являються голландські колонізатори. Вони нав'язали місцевим правителям нерівноправні договори. Повстання на Ломбоку місцевих сасаків-мусульман у 1891 році спровокувало масштабне вторгнення голландських військ. 1894 року голландці захопили Матарам, а в першому десятилітті XX ст. решту території сучасної провінції Західна Південно-Східна Нуса.
Під час Другої світової війни (1939—1945) острови були окуповані японцями. Після закінчення війни та виводу японських військ була проголошена незалежність Індонезії, але Нідерланди намагалися відновити свою владу в країні. 1946 року Малі Зондські острови стали частиною залежної від голландців держави Східна Індонезія, яка 1949 року увійшла до складу ширшого об'єднання — Сполучені Штати Індонезії. Врешті голландці визнали незалежність Індонезії й 1950 року майже вся територія колишньої Нідерландської Ост-Індії була об'єднана в складі Республіки Індонезія.
В процесі змін до Конституції був сформований поділ Індонезії на провінції. Закон № 64 від 14 серпня 1958 р. передбачав створення автономних районів Балі, Західна Південно-Східна Нуса та Східна Південно-Східна Нуса. Офіційною датою утворення провінції Західна Південно-Східна Нуса стало 17 грудня 1958 року, коли були ліквідовані регіональні уряди Ломбока та Сумбави. Адміністративним центром провінції став Матарам, а її першим губернатором А. Р. Мох. Руслан Джакранінграт.
Уряд Індонезії розглядає питання про створення окремої провінції на острові Сумбава

## Адміністративний поділ

Мапа провінції Західна Південно-Східна Нуса

До складу провінції входять 8 округів (індонез. Kabupaten) та 2 муніципалітети (індонез. Kota), які складаються з 116 районів (індонез. Kecamatan), 281 селища (індонез. Kelurahan) та 697 сіл (індонез. Desa):
| Населений пункт           | Площа, км² | Населення, осіб (2010) | Населення, осіб (2012) | Райони | Селища | Села |
| ------------------------- | ---------- | ---------------------- | ---------------------- | ------ | ------ | ---- |
| Біма, округ               | 4389,40    | 439228                 | 447286                 | 18     | 8      | 170  |
| Домпу, округ              | 2324,60    | 218973                 | 223678                 | 8      | 9      | 67   |
| Ломбок Західний, округ    | 872,90     | 599986                 | 613161                 | 10     | 38     | 50   |
| Ломбок Північний, округ   | 776,25     | 200072                 | 203564                 | 5      | 4      | 29   |
| Ломбок Східний, округ     | 1605,55    | 1105582                | 1123488                | 20     | 70     | 80   |
| Ломбок Центральний, округ | 1427,65    | 860209                 | 875231                 | 12     | 28     | 111  |
| Сумбава, округ            | 6643,98    | 415789                 | 423029                 | 24     | 27     | 136  |
| Сумбава Західна, округ    | 1849,02    | 114951                 | 118608                 | 8      | 9      | 54   |
| Біма, муніципалітет       | 207,50     | 142579                 | 146307                 | 5      | 38     | -    |
| Матарам, муніципалітет    | 61,30      | 406910                 | 413210                 | 6      | 50     | -    |

## Населення
Понад дві третини населення провінції становлять сасаки. Вони живуть переважно на острові Ломбок; крім них тут розселені балійці. Сумбаванці (семава) живуть у західній частині острова Сумбава, а його східну частину займають біма та споріднені з ними домпу, донго, мбоджо, коре.
Етнічний склад населення провінції Лампунг, за даними переписів населення 2000 і 2010 років, був таким:
| Народи                                     | Чисельність (2000) | Доля в населенні (2000) | Чисельність (2010) | Доля в населенні (2010) |
| ------------------------------------------ | ------------------ | ----------------------- | ------------------ | ----------------------- |
| Сасаки                                     | 2 594 629          | 67,75 %                 | 3 033 631          | 67,57 %                 |
| Інші народи Західної Південно-Східної Нуси |                    |                         | 1 156 493          | 25,76 %                 |
| • Біма                                     | 513 055            | 13,40 %                 |                    |                         |
| • Сумбаванці                               | 319 423            | 8,34 %                  |                    |                         |
| • Домпу                                    | 90 635             | 2,37 %                  |                    |                         |
| • Донго                                    | 38 050             | 0,99 %                  |                    |                         |
| Балійці                                    | 99 321             | 2,59 %                  | 119 407            | 2,66 %                  |
| Яванці                                     | 56 340             | 1,47 %                  | 78 916             | 1,76 %                  |
| Буги                                       | 19 450             | 0,51 %                  | 19 965             | 0,44 %                  |
| Інші                                       | 88 002             | 2,58 %                  | 80 869             | 1,80 %                  |
| Всього                                     | 3 829 905          | 100,00 %                | 4 489 281          | 100,00 %                |

За даними перепису населення 2010 року, в провінції Західна Південно-Східна Нуса проживало 4 341 284 мусульманина (96,5 % населення), 118 083 індуїста (переважно балійці, 2,6 % населення), 22 756 християн (0,5 % населення), 14 625 буддистів (0,3 % населення).

## Економіка
Основним заняттям населення провінції є землеробство, вирощують рис, каву, кукурудзу, цукрову тростину, бавовну, індигоферу, тютюн. Також тримають велику рогату худобу, коней. Важливе значення має морське рибальство. Місцеві промислові підприємства випускають шліфований рис, напої, тканини, оброблені тютюн і каву, фармацевтичні препарати, транспортне обладнання, рафінований цукор. Основні дороги проходять в напрямку із заходу на схід, здебільшого паралельно узбережжю островів. Головні аеропорти провінції розташовані в містах Матарам і Сумбава-Бесар.